# Marco Pereira
Marco Pereira (San Paolo, 25 settembre 1956) è un chitarrista, compositore e arrangiatore brasiliano.
È molto attivo come solista, sia negli Stati Uniti che in Europa, dove si esibisce regolarmente.
Ha studiato chitarra classica sotto la guida del maestro Isaias Savio.
Ha conseguito il master di chitarra classica presso la Université Musicale Internationale di Parigi e il master di Musicologia all'Università di Paris-Sorbonne, con uno studio dal titolo Heitor Villa-Lobos, sue opere per chitarra.
Per quanto riguarda la carriera come musicista, ha suonato e realizzato incisioni con i principali artisti della musica brasiliana, come Gilberto Gil, Edu Lobo, Cássia Eller, Gal Costa, Wagner Tiso, Daniela Mercury, Zizi Possi, Rildo Hora, Paulinho da Viola, Tom Jobim, Milton Nascimento, Zélia Duncan, Fátima Guedes, Nelson Gonçalves e Roberto Carlos. Nel 2007 Marco Pereira partecipa al disco "Carioca" di Stefano Bollani.
Ha realizzato un corso di Chitarra Classica e Armonia per l'Università di Brasilia.
È professore presso l'Università Federale di Rio de Janeiro (UFRJ).

## Premi e riconoscimenti
Ha ricevuto il premio Sharp (Premio della Musica Brasiliana) per due anni consecutivi: nel 1993 come migliore arrangiamento per il disco Gal, di Gal Costa e nel 1994 come miglior solista e per il miglior album strumentale, in duo con il pianista Cristóvão Bastos, per l'album Bons Encontros.

## Discografia
- 1985, Violão Popular Brasileiro Contemporaneo (Som da Gente)
- 1988, Círculo das Cordas (Som da Gente)
- 1990, Elegia (Channel Classics)
- 1992, Bons Encontros - Marco Pereira e Cristóvão Bastos (Milestones - Fantasy)
- 1994, Dança dos Quatro Ventos (GHA)
- 1996, Brasil Musical - Série Música Viva - Marco Pereira e Ulises Rocha (Tom Brasil)
- 1998, Valsas Brasileiras (Garbolights)
- 2000, Luz das Cordas - Marco Pereira e Hamilton de Holanda (Garbolights)
- 2004, O Samba da minha terra (Garbolights)
- 2004, Original (GSP)
- 2005, Afinidade (Biscoito Fino)
- 2006, Stella del mattino (Egea Records)
- 2007, Essence (Kind of Blue)
- 2007, Camerístico (Garbolights)
- 2009, Cristal (Garbolights)

## Saggi letterari
- Ritmi brasiliani - per chitarra (Garbolights)
- Heitor Villa-Lobos e la sua opera per chitarra (Musimed)
- Sete Cordas, técnica e estilo (Garbolights)
- Cadernos de Harmonia (tre volumi - Garbolights)